# برايان كالين
برايان كالين (بالإنجليزية: Bryan Callen)‏ هو كاتب ومدون صوتي وكوميدي ارتجالي وممثل فلبيني وأمريكي، ولد في 26 يناير 1967 بمانيلا في الفلبين.

## أعمال

### أفلام
- (2003) سانتا الشرير[4]
- (2006) فيلم مخيف 4
- (2009) صداع الكحول[5][6][7]
- (2011) صداع الكحول الجزء الثاني
- (2011) محارب
- (2014) جولة مع شرطي[8][9]
- (2014) سلوك مخزي[10][9]
- (2019) جوكر

### مسلسلات
- الحياة السرية لمراهقة أمريكية
- العرض المتأخر مع ديفيد ليترمان
- ذا كينغ أوف كوينز
- كيف قابلت أمكما

## وصلات خارجية
- برايان كالين على موقع IMDb (الإنجليزية)
- برايان كالين على موقع ألو سيني (الفرنسية)
- برايان كالين على موقع ميوزك برينز (الإنجليزية)
- برايان كالين على موقع أول موفي (الإنجليزية)
- برايان كالين على موقع قاعدة بيانات الأفلام السويدية (السويدية)
- برايان كالين على موقع قاعدة بيانات الفيلم (الإنجليزية)
- برايان كالين على موقع كينوبويسك (الروسية)